# Gorodskoi
Gorodskoi (del ruso: Городской) es un jútor del raión de Teuchezh en la república de Adiguesia de Rusia. Está situado a orillas del embalse de Krasnodar, entre la desembocadura del Marta y el Pshish, 13 km al nordeste de Ponezhukái y 68 km al noroeste de Maikop, la capital de la república. Tenía 288 habitantes en 2010, principalmente de etnia adigué.
Pertenece al municipio Dzhidzhijáblskoye.

## Servicios sociales
Gorodskoi cuenta con una escuela primaria, una biblioteca, una Casa de Cultura y un punto de atención sanitaria rural.